# Pelurga impuncta
Pelurga impuncta är en fjärilsart som beskrevs av Barend J. Lempke 1950. Pelurga impuncta ingår i släktet Pelurga och familjen mätare. Inga underarter finns listade i Catalogue of Life.